# Stazione di Collecchio
La stazione di Collecchio è una stazione ferroviaria della ferrovia Pontremolese. Serve il comune di Collecchio, in provincia di Parma.

## Strutture ed impianti
La stazione è dotata di un fabbricato viaggiatori, che ospita la sala di attesa, e di alcuni edifici minori come quello utilizzato per i servizi igienici.
L'impianto possiede 5 binari identificabili nel seguente modo:
- Binario 1: è un binario in tracciato deviato, utilizzato per il servizio passeggeri e per precedenze o incroci
- Binario 2: è il binario di corretto tracciato della linea
- Binari 3, 4, 5: un tempo appartenenti allo scalo merci, oggi sono impiegati unicamente per il ricovero di materiale rotabile e mezzi da lavoro.
I binari 1 e 2 sono serviti da due banchine, fino a poco tempo fa collegate tra loro da un attraversamento a raso in cemento; con i recenti interventi di ammodernamento della stazione entrambi i marciapiedi sono stati dotati di pensilina e l'attraversamento a raso è stato sostituito da un nuovo sottopassaggio.

## Movimento
La stazione è servita da treni regionali svolti da Trenitalia.
A novembre 2019, la stazione risultava frequentata da un traffico giornaliero medio di circa 472 persone (206 saliti + 266 discesi).

## Servizi
La stazione, classificata da RFI nella categoria bronze, dispone di:
- Biglietteria automatica
- Sala d'attesa
- Bagni Pubblici (a pagamento)
- velodromo per biciclette

## Interscambi
- Fermata autobus